# Frank Séchehaye
Frank Séchehaye (Genebra, 3 de novembro de 1907 - Lausana, 13 de fevereiro de 1982) foi um futebolista e treinador de futebol suíço. Jogava como goleiro e competiu na Copa do Mundo FIFA de 1934, sediada na Itália, na qual a seleção de seu país terminou na sétima colocação dentre os 16 participantes.